# Canicola (film 1983)
Canicola (Canicule) è un film francese del 1983 diretto da Yves Boisset.
È un film d'azione a sfondo poliziesco con protagonisti Lee Marvin, Miou-Miou e Jean Carmet. È basato su un romanzo di Jean Vautrin (alias Jean Herman).

## Trama
Un latitante in fuga della polizia, con in mano milioni di dollari si nasconde nella casa di una famiglia di contadini. La situazione cambia quando la famiglia si rivela di essere ancora più orientata alla criminalità di lui e inizia a terrorizzarlo invece del contrario.

## Produzione
Il film, diretto da Yves Boisset su una sceneggiatura di Jean Herman, Michel Audiard, Dominique Roulet, Serge Korber e dello stesso Yves Boisset con il soggetto di Jean Herman (autore del romanzo), fu prodotto da Norbert Saada per Cinetelefilms, Franco London Films, Swaine Productions, TF1 Films e Union Generale Cinematographique.

## Distribuzione
Il film fu distribuito al cinema in Francia dall'11 gennaio 1984 e in tutto il mondo dalla U.G.C. Worldwide Distribution.
Alcune delle uscite internazionali sono state:
- in Finlandia il 21 settembre 1984 (Loukku)
- in Danimarca il 22 febbraio 1985 (Ein Mann rennt um sein Leben)
- in Austria nell'aprile del 1985
- in Germania Ovest il 12 aprile 1985 (Dog Day - Ein Mann rennt um sein Leben)
- in Portogallo il 21 giugno 1985 (Ventos de Mudança)
- negli Stati Uniti il 7 ottobre 1985 (Dog Day)
- in Norvegia il 15 ottobre 1985
- in Argentina (Día de perros)
- in Spagna (Día de perros)
- in Slovenia (Pasja vrocina)
- in Polonia (Pieski dzien)
- in Italia (Canicola)

## Critica
Secondo il Morandini "Boisset ha sbagliato questo polar (poliziesco alla francese) a causa di un copione mal scritto".